# Vancouver Royals
Die Vancouver Royals waren ein Fußball-Franchise aus der kanadischen Stadt Vancouver, die 1968 an der Premierenspielzeit der North American Soccer League (NASL) teilnahm. Sie entstand aus der Fusion der zwei Franchises der Vorgängerliga United Soccer Association (USA), den Vancouver Royal Canadians sowie den kalifornischen San Francisco Golden Gate Gales, die beide in der einzigen Spielzeit der USA 1967 – wie alle Teilnehmer der Liga – keine eigene Mannschaft hatten, sondern die jeweils komplett für die spielfreie Zeit in Europa eingekauften Kader des FC Sunderland (Vancouver) bzw. ADO Den Haag (San Francisco) auflaufen ließen.

## USA

### San Francisco Golden Gate Gales

Logo der San Francisco Golden Gate Gales.

Das Gales-Franchise wurde vom Geschäftsmann George Fleharty gegründet, dem auch Anteile der gleichzeitig gegründeten NHL-California Seals gehörten. Bei der Zuteilung der von den USA im Ausland angeworbenen Mannschaften wurde dem Franchise ADO Den Haag zugeteilt. Gespielt wurde im Kezar Stadium, der damaligen Heimspielstätte des NFL-Clubs San Francisco 49ers.
Die Gales konnten sich sportlich gut behaupten; mit 25 erzielte der Club die ligaweit meisten Tore, mehr als die fünf Siege der Gales erreichte keine andere Mannschaft, wegen zwei Niederlagen mehr als Divisionskonkurrent Los Angeles Wolves verpasste man dennoch das Meisterschaftsspiel. Herausragende Spieler waren Henk Houwaart als zweitbester und Rene Pas fünftbester Torschütze der Liga. Mit einem Zuschauerschnitt von unter 5.500 lag man bedeutend unter dem Ligaschnitt von 7.900.
| Jahr | Liga | Siege | Niederlagen | Unentschieden | Punkte | Regular-Season       | Play-Offs          |
| ---- | ---- | ----- | ----------- | ------------- | ------ | -------------------- | ------------------ |
| 1967 | USA  | 5     | 4           | 3             | 13     | 2., Western Division | nicht qualifiziert |

### Vancouver Royal Canadians

Logo der Vancouver Royal Canadians

Bei der Zuteilung der importierten Mannschaften wurde das Franchise der englische Erstligist Fc Sunderland zugeteilt, der in der zweiten Hälfte der 60er Jahre stets gegen den Abstieg spielte. Als Vancouver Royal Canadians meist kurz Vancouver Canadians spielten sie im für die British Empire and Commonwealth Games 1954 erbauten Empire Stadium; das wie die meisten Stadien der USA-Liga nie auch nur ansatzweise gefüllt werden konnte; bei einer Kapazität von über 30.000 erreichte man lediglich einen Zuschauerschnitt von 7.019. Sportlich verlief die Saison sehr schlecht; 28 Gegentoren war die schlechteste Leistung der Liga, insgesamt wurde der Club nach Punkten, Siegen und Niederlagen jeweils drittschlechtester der Liga. Trotz des Abschneidens des Clubs wurde Jim Baxter in die All-Star-Elf der Liga gewählt.
| Jahr | Liga | Siege | Niederlagen | Unentschieden | Punkte | Regular-Season       | Play-Offs          |
| ---- | ---- | ----- | ----------- | ------------- | ------ | -------------------- | ------------------ |
| 1967 | USA  | 3     | 4           | 5             | 11     | 5., Western Division | nicht qualifiziert |

## NASL
Während der Fusionsverhandlungen zwischen USA und ihrem Konkurrenten National Professional Soccer League (NPSL) wurde vereinbart, dass die Gales wegen der Nähe San Franciscos zur NPSL-Franchise Oakland Clippers und damit der Konkurrenz um Zuschauer nicht in der Stadt weiter bestehen dürfe, die Eigentümer der Gales erworben daher das Franchise in Vancouver, um beide zu fusionieren.
Für die Saison 1968 wurde für beide Franchises je ein eigener Kader zusammengestellt, aus denen die beiden Trainer hervorragten, für San Francisco wurde Ferenc Puskás engagiert, während Vancouver vom späteren englischen Nationalcoach Bobby Robson als Spielertrainer betreut werden sollte. Als beide Clubs fusionierten wurde Puskás als Cheftrainer gewählt, während Robson, dem ein Assistenzposten zugedacht wurde, den Club im Januar 1968 verließ. Hauptsächlich wegen Puskás’ Zeit bei Real Madrid, in Kanada damals auch als Royal bekannt, wurde der Kurzname des Clubs von Canadians zu Royals gewechselt.
Sportlich lief die Saison für Vancouver schlecht; obwohl der Luxemburger Henri Klein mit 20 Toren drittbester Torschütze der Liga wurde, wurden die Royals mit zwölf Siegen, bei fünf Unentschieden und 15 Niederlagen viertschlechteste Mannschaft ligaweit und letzter der eigenen Pacific Division. Auch wenn der Club mit 6.200 den drittbesten Zuschauerschnitt in der Spielzeit 1968 aufwies, wurden doch die für Kostendeckung nötigen circa 20.000 bei weitem verfehlt.
Neben dem Ligaspielbetrieb spielten die Royals einige Freundschaftsspiele gegen ausländische Mannschaften auf Nordamerikatournee, so gewann man zwei und verlor eines von drei Spielen gegen den Verein Bonsucesso FC aus Rio de Janeiro, gegen zwei andere Clubs verlor man je ein Freundschaftsspiel; mit 4:1 gegen den argentinischen Racing Club Avellaneda, sowie mit 2:1 gegen Borussia Dortmund; vom schottischen Club Dunfermline Athletic trennte man sich torlos Unentschieden.
| Jahr | Liga | Siege | Niederlagen | Unentschieden | Punkte | Regular-Season       | Play-Offs          |
| ---- | ---- | ----- | ----------- | ------------- | ------ | -------------------- | ------------------ |
| 1968 | NASL | 12    | 15          | 5             | 136    | 4., Pacific Division | nicht qualifiziert |